# Хоацин
Хоацинът (на латински: Opisthocomus hoazin) е вид птица, единствен представител на род хоацини. Забележителна е с това, че е единствената известна оцеляла към XXI век птица, която има нокти на върха на крилата си, по което прилича на най-ранната известна на науката птица, позната като археоптерикс, като чийто родственик понякога е определяна.

## Разпространение
Хоацинът е част от фауната на континента Южна Америка и е широко разпространен в джунглите (дъждовните екваториални гори) на ред страни. Среща се в: Бразилия, Венецуела, Гаяна, Суринам, югоизточната част на Колумбия и източните части на Еквадор и Перу и в Североизточна Боливия. Ареалът му обхваща водосборните басейни на реките Амазонка и Ориноко и част от Гвианската планинска земя, като на запад границите му достигат до Андите, а на юг и югоизток – до границата между екваториалните гори и саваните (пампасите).

Хоацинът се смята за национална птица на Република Гаяна и присъства в герба на държавата. Местните индиански племена често използват яйцата на тази птица, като храна, но понеже са малобройни, това не нанася особени поражения върху популацията й, за разлика от обезлесяването в Амазония, което непрекъснато стеснява ареала й унищожава нейните местообитания.

## Особености
Хоацините често са наричани „живи изкопаеми“, заради древния си произход и архаичните си черти. Те са представители на старата неотропична фауна на Южна Америка, доминирала континента преди образуването на Панамския провлак преди около 3 милиона години. Смята се, че видът се е появил още през миоцена. Череп на родственик на хоацините от този период е намерен край река Магдалена в Колумбия, показва колко древна е тази птица. Между фосилните и съвременните дадености на хаоцина има някои дребни разлики, а именно това, че черепът на по-древния вариант е по-заоблен и изпъкнал, но от учените е категорично установено родството помежду им.
Хоацините са средни по размер птици. Дължината на тялото достига 65 см., а теглото – между 700 и 900 грама. Имат дълга шия и непропорционално малка глава. Оперението по тялото и опашните пера е кафяво, а крилата най-често са матовочерни и кафяви. Главата е увенчана с яркооранжев гребен, приличащ на шипове. Кожата на главата в зоната около очите е синя. Забележителен е и самият цвят на очите й, който е тъмнокестеняв – нещо рядко срещано сред птиците. Хоацинът се отличава с шумен репертоар от силни, но не особено певчески звуци, състоящ се от дрезгави повиквания, стенания и съскане, чрез които се осъществява общуването между отделните птици.

Хоацините се хранят предимно с плодове и листа, а понякога и с цветове на растения. В миналото се е смятало, че ядат само листата на мангровите растения, но впоследствие се изяснява, че в менюто на птицата влизат листа на повече от 50 вида растения. Едно изследване, проведено от венецуелски орнитолози във Венецуела е показало, че 82% от диетата на хоацините се състои от листа, 10% от цветове и 8% от плодове. Една от най-необичайните особености на този вид е това, че хоацините имат уникална за птиците храносмилателна система. Те използват бактериална ферментация в предната част на червата, за да получат хранителни вещества от растителните материали, които употребяват за храна, така както правят едрият рогат добитък и другите преживни животни, но не ползват за храносмилането си, толкова стомаха си (който е много по-малък, отколкото при другите птици), колкото необичайно голяма си гуша, разделена на 2 камери и своя също голям, многокамерен хранопровод. Гушата е дълга и масивна и може да бъде 20 – 25% от теглото на птицата, а размер й е обусловен от особеностите на храненето на птицата. Растенията, които употребява за храна, са много груби, освен това някои от тях са токсични. Затова по функциите си гушата на хоацина наподобява стомах, неговата микрофлора неутрализира токсините, а също помага и за смилането на храната. Друг забележителен факт при тези птици е, че пълния цикъл на храносмилане дори на малка порция листа може да продължи повече от денонощие, а дори и до 48 часа (т.е. до 2 денонощия).

## Изучаване
Хаоцинът е описан за първи път от немския биолог Филип Мюлер през 1776 г.  Той е може би най-озадачаващият вид в целия птичи свят. Необичайният му външен вид, както и неговата генетична характеристика предизвикват много спорове сред учените относно категоризацията на вида. В различни периоди птицата е смятана за родственик на гълъби, яребици, дропли, турако и др. Най-широко разпространените хипотези, с най-голяма тежест в научните среди, отнасят тези птици към 4 разреда – кокошоподобни (лат. Galliformes), жеравоподобни (лат. Gruiformes), кукувицоподобни или като отделен разред хоацини или хоацинови (лат. Opisthocomiformes). През 1999 г., въз основа на собствени изследвания на ДНК, двама американски учени заявяват, че са разрешили загадката и категоризират хоацините като птици от семейство Туракови. 4 години по-късно се оказва, че резултатите от това изследване са погрешни и са открити доста грешки при генетичните проучвания, поради което тезата им е отхвърлена от повечето учени.
Геномът на животното е въобще слабо проучен - едва 2,5% до началото на XXI век - и въпросите относно произхода му нямат задоволително обяснение. Остава спорно към кой разред птици принадлежат хоацините. Публикациите на учените в различни научни списания, доклади и книги са твърде противоречиви. Все пак тенденцията е да бъде утвърдена теорията, че хоацините нямат общо с нито един познат разред птици. Тя се подкрепя от множество проучвания на ДНК на птицата, особено на най-новите изследвания след 2003 г., които разкриват много грешки в методологията на проучвания от предишните години.

## Галерия
- Галерия
- Хоацин в горите на Перу
- В националния парк „Ману“ в Перу